# Nol van Roessel
Arnold Nol van Roessel (Schijndel, 30 mei 1920 - Helmond, 2 juli 2001) was een docent Nederlands en rector die na zijn actieve onderwijsloopbaan bekendheid verwierf met het schrijven en voordragen van verhalen in het Brabantse dialect tijdens wekelijkse radio-optredens bij Omroep Brabant als 'de contente mens' bij Omroep Brabant. Hij trad op met zanger Ad de Laat en won in 1998 de Ad de Laatprijs die jaarlijks werd uitgereikt aan iemand die zich op Brabants dialectgebied verdienstelijk heeft gemaakt.
- Digitale Bibliotheek voor de Nederlandse Letteren: roes037
- Nederlandse Thesaurus van Auteursnamen: 072149264
- Virtual International Authority File: 289154940
- WorldCat: E39PBJpdTvccKbcxqyGgBDr6rq